# Płośniczanka
Płośniczanka – struga, lewostronny dopływ Welu o długości 16,04 km i powierzchni zlewni 92,0 km². Obszar źródliskowy strugi położony jest w rejonie miejscowości Rutkowice. Płośniczanka wpada do Welu w rejonie miejscowości Koty. Dolina strugi jest obszarem stosunkowo płaskim o niewielkich deniwelacjach. W bezpośrednim sąsiedztwie strugi w terasie zalewowym występują gleby wytworzone z torfowisk.